# 12-Uhr-Blatt
Das 12-Uhr-Blatt war eine österreichische Tageszeitung, die von 1933 bis 1934 in Wien erschien. Sie war die Mittagsausgabe zu Die Neue Zeitung, die von 1907 bis 1934 herauskam. Verleger des 12-Uhr-Blatts war die Neue Zeitungsgesellschaft mbH. Die Redaktion leitete Felix Potz.